# 도부 닛코선
도부 철도 닛코 선(일본어: 東武日光線, とうぶにっこうせん)은 도부 철도의 철도 노선 가운데 하나이다. 일본 사이타마현 미나미사이타마군 미야시로정에 위치한 도부 동물공원역과 도치기현 닛코시에 위치한 도부 닛코역을 잇는다.

## 노선 정보
- 노선 거리: 94.5 km
- 궤간: 1,067mm(협궤)
- 역 수: 26
- 복선 구간: 전 구간
- 전철화 구간: 전 구간 직류 1,500 볼트
- 차단 장치: 자동 차당식
- 보안 장치: ATS

## 차량
- 100계(스페이시아 호)
- 6050계(미나미쿠리하시 ~ 도부 닛코)
- 10000·10030·10080계(도부 도부쓰코엔 ~ 미나미쿠리하시)
- 20400계(미나미쿠리하시 ~ 도부 닛코)
- 50050계(도부 도부쓰코엔 ~ 미나미쿠리하시, 한조몬선으로 직결 운행하는 열차)
- 70000계(도부 도부쓰코엔 ~ 미나미쿠리하시, 히비야선으로 직결 운행하는 열차)
- 도쿄 메트로 08계(도부 도부쓰코엔 ~ 미나미쿠리하시)
- 도쿄 메트로 8000계(도부 도부쓰코엔 ~ 미나미쿠리하시)
- 도쿄 메트로 13000계(도부 도부쓰코엔 ~ 미나미쿠리하시)
- 도쿄 메트로 18000계(도부 도부쓰코엔 ~ 미나미쿠리하시)
- 도큐 2020계(도부 도부쓰코엔 ~ 미나미쿠리하시)
- 도큐 5000계(도부 도부쓰코엔 ~ 미나미쿠리하시)
- 도큐 8500계(도부 도부쓰코엔 ~ 미나미쿠리하시)
- JR 동일본 253계(닛코·기누가와 호, 구리하시 ~ 도부 닛코)

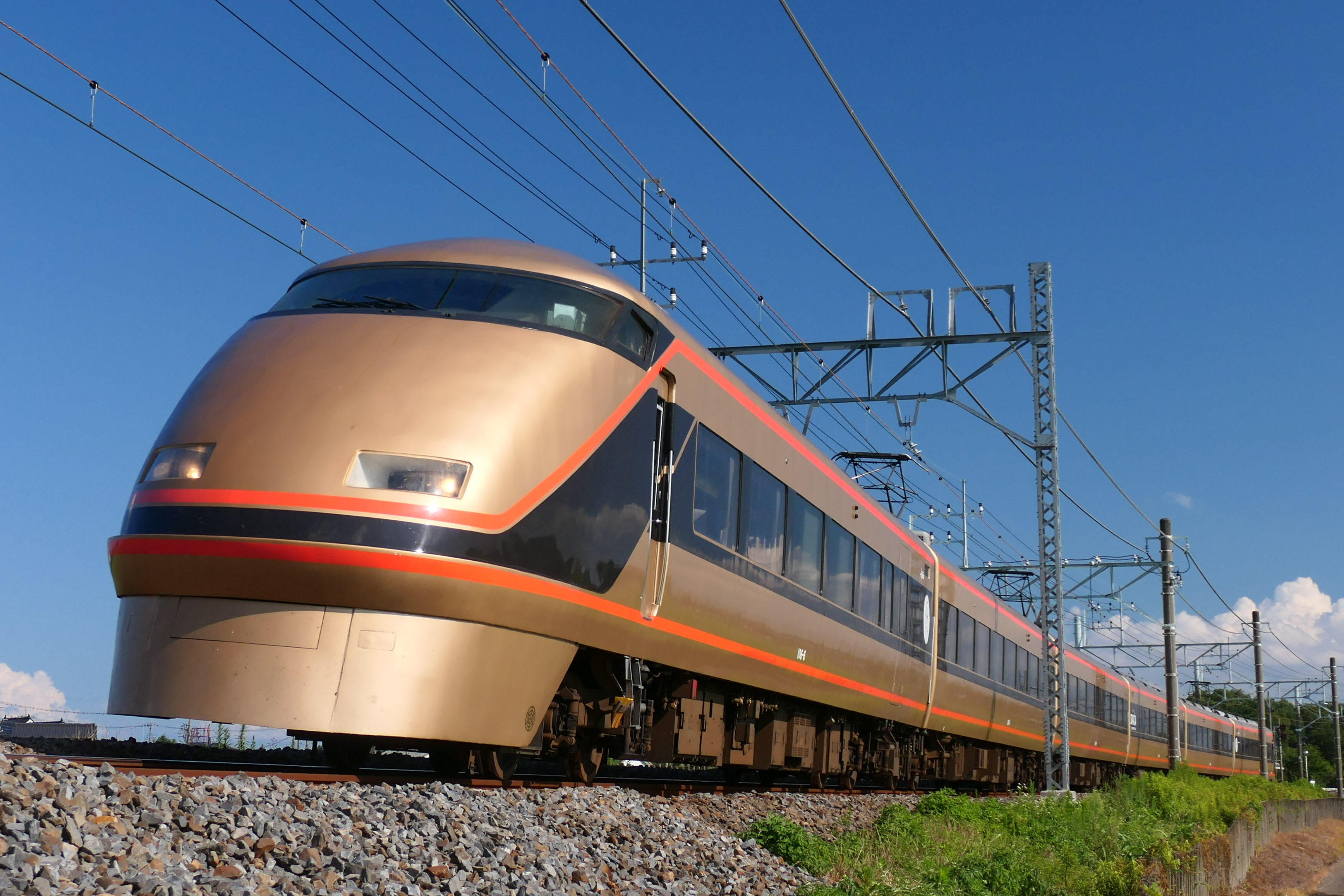
100계
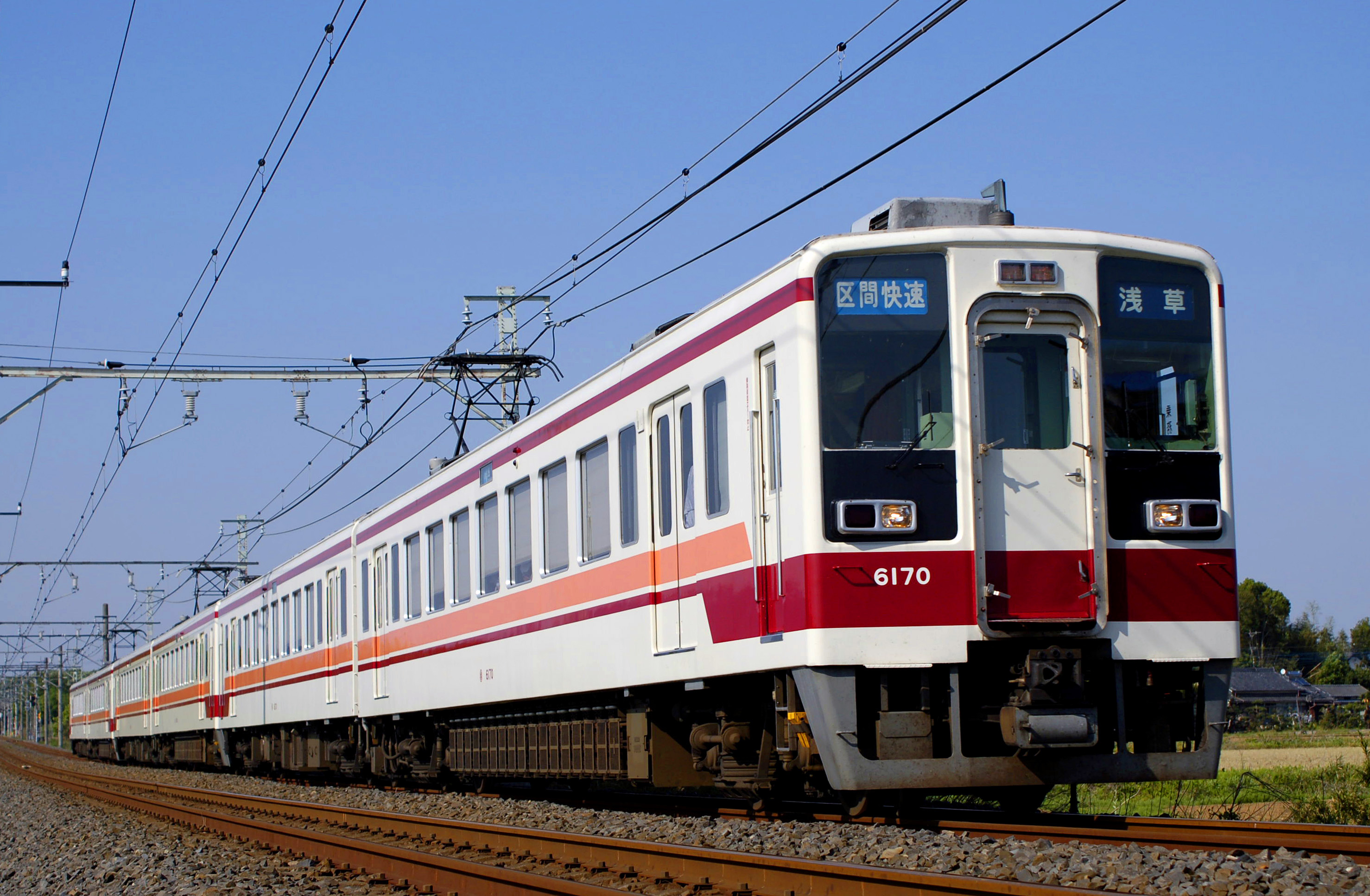
6050계
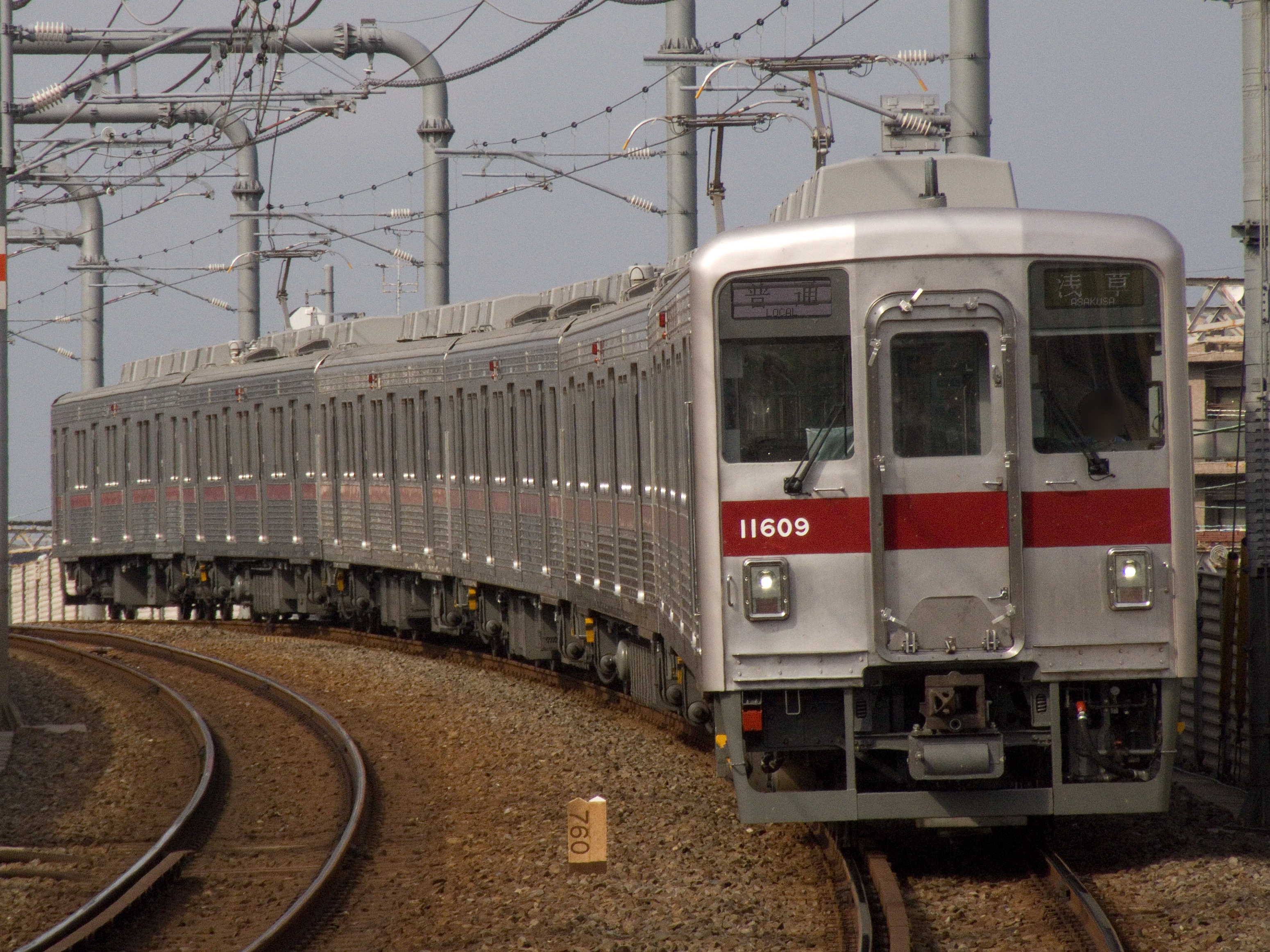
10000계
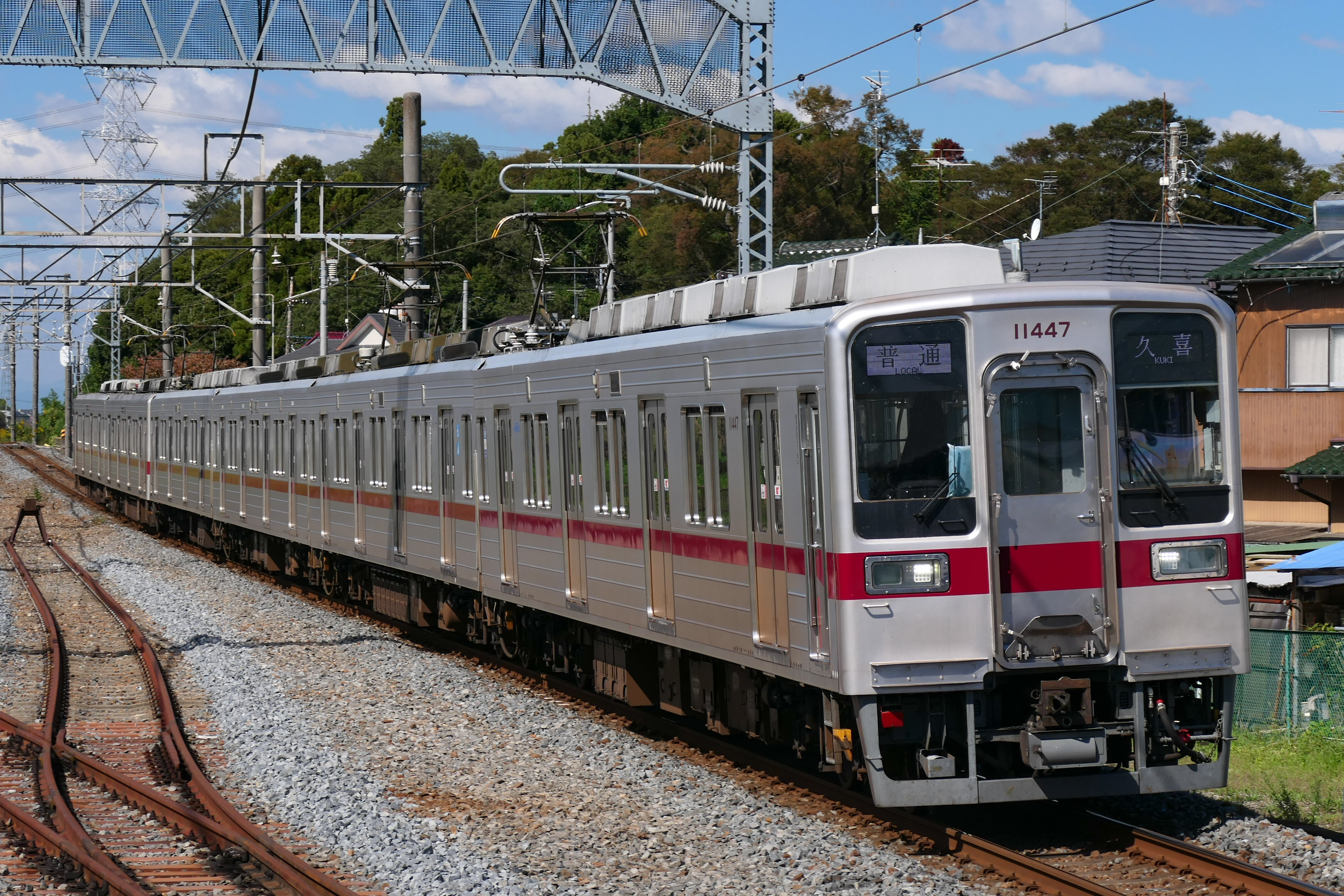
10030계
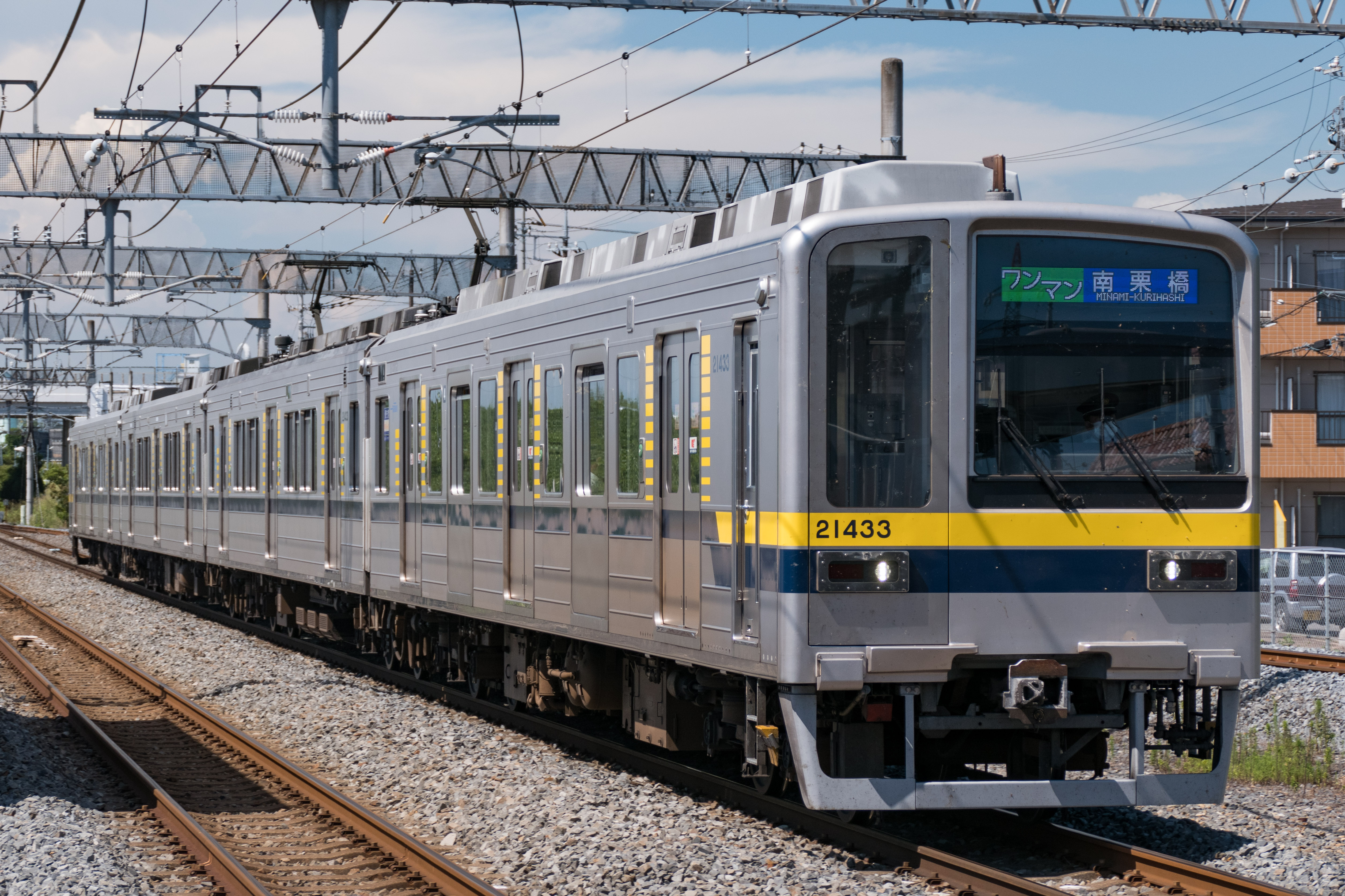
20400계
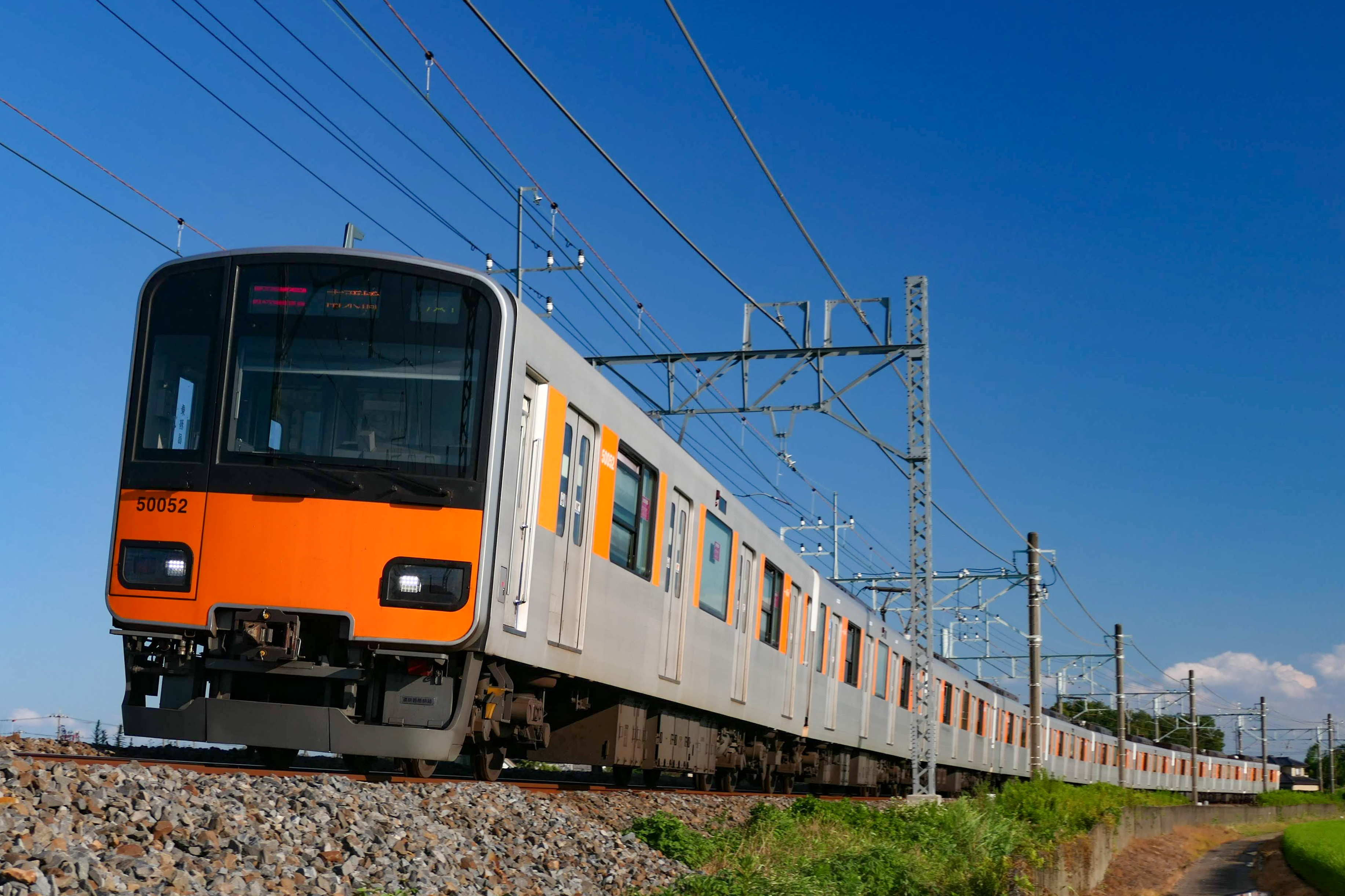
50050계
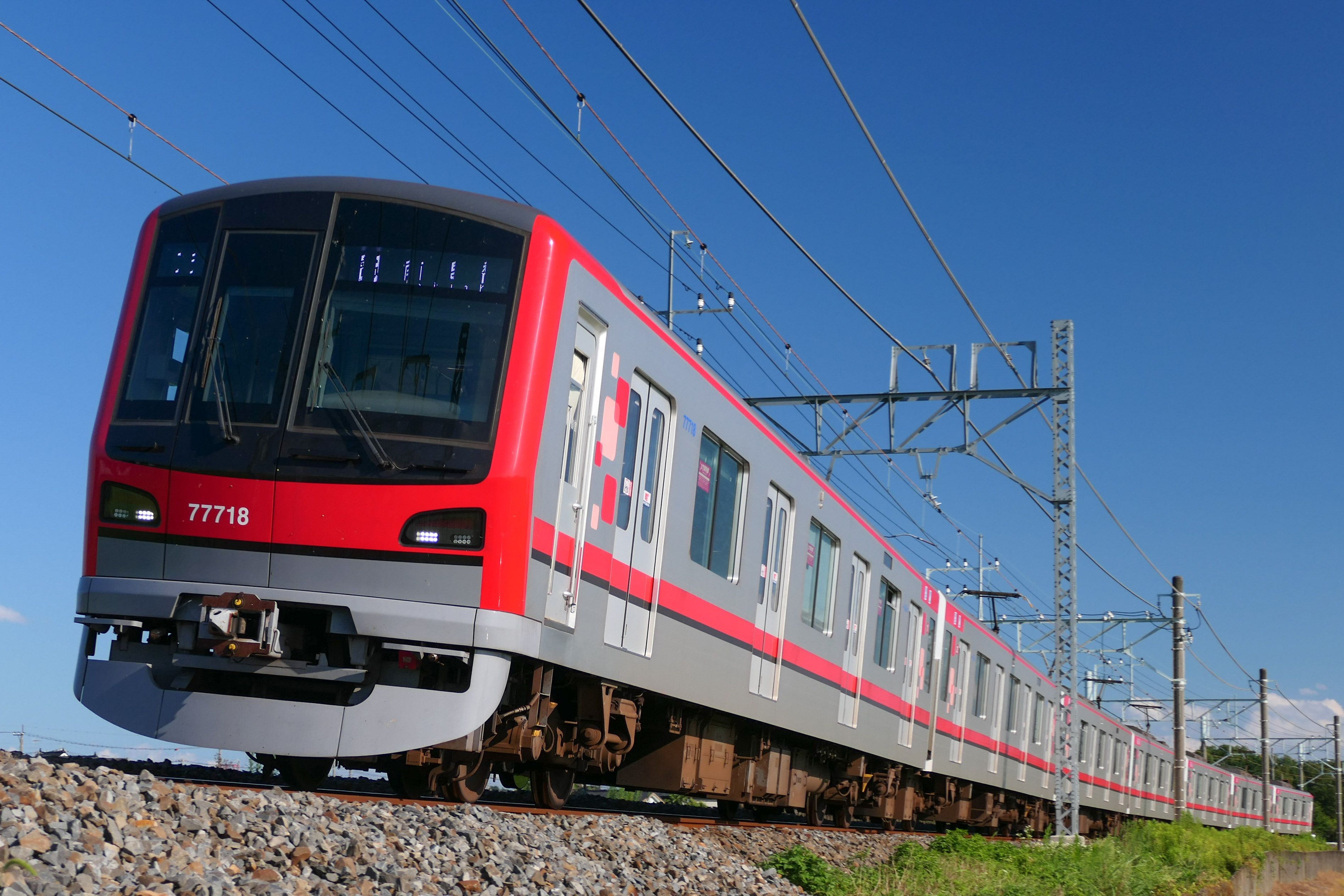
70000계
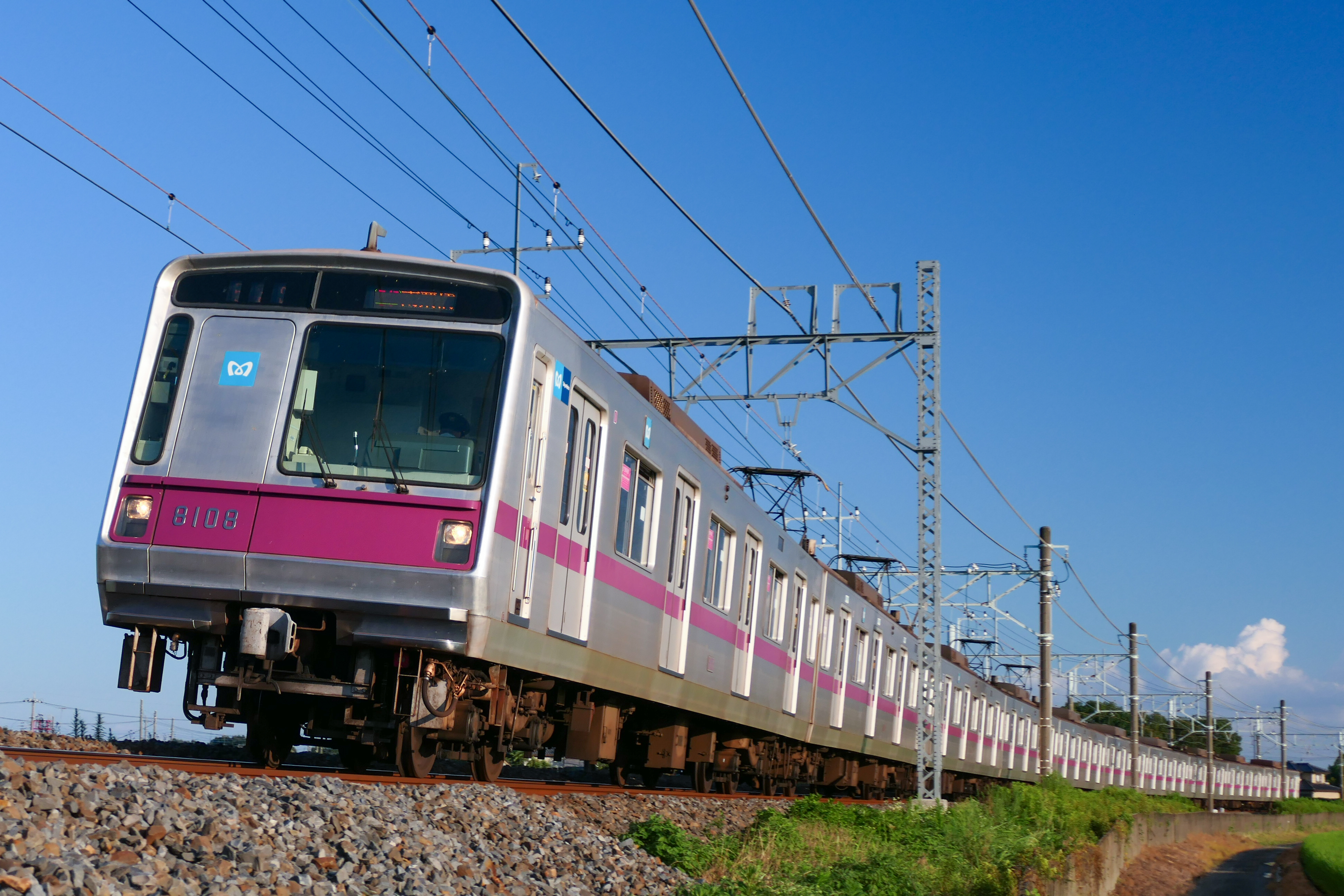
도쿄 메트로 8000계
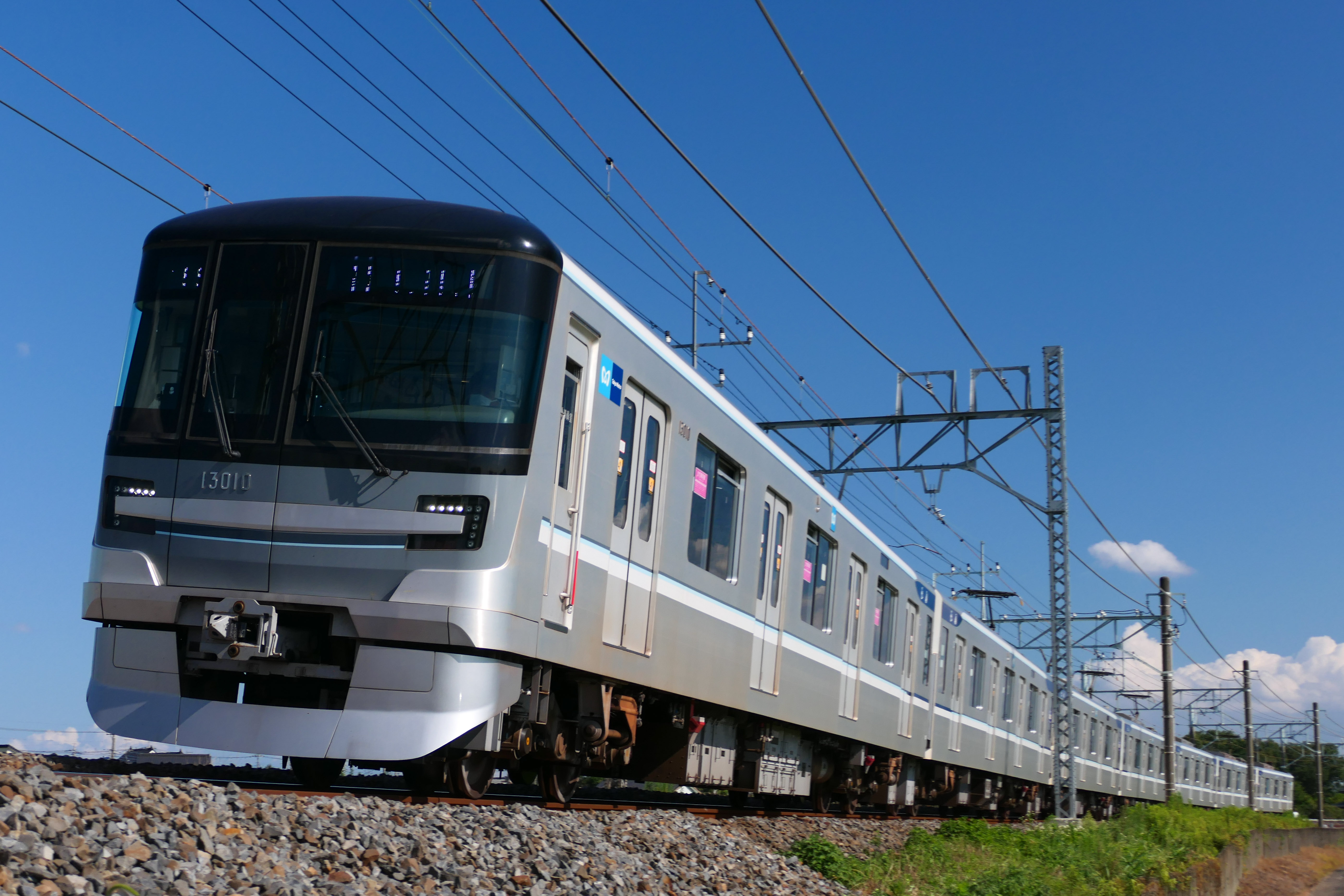
도쿄 메트로 13000계
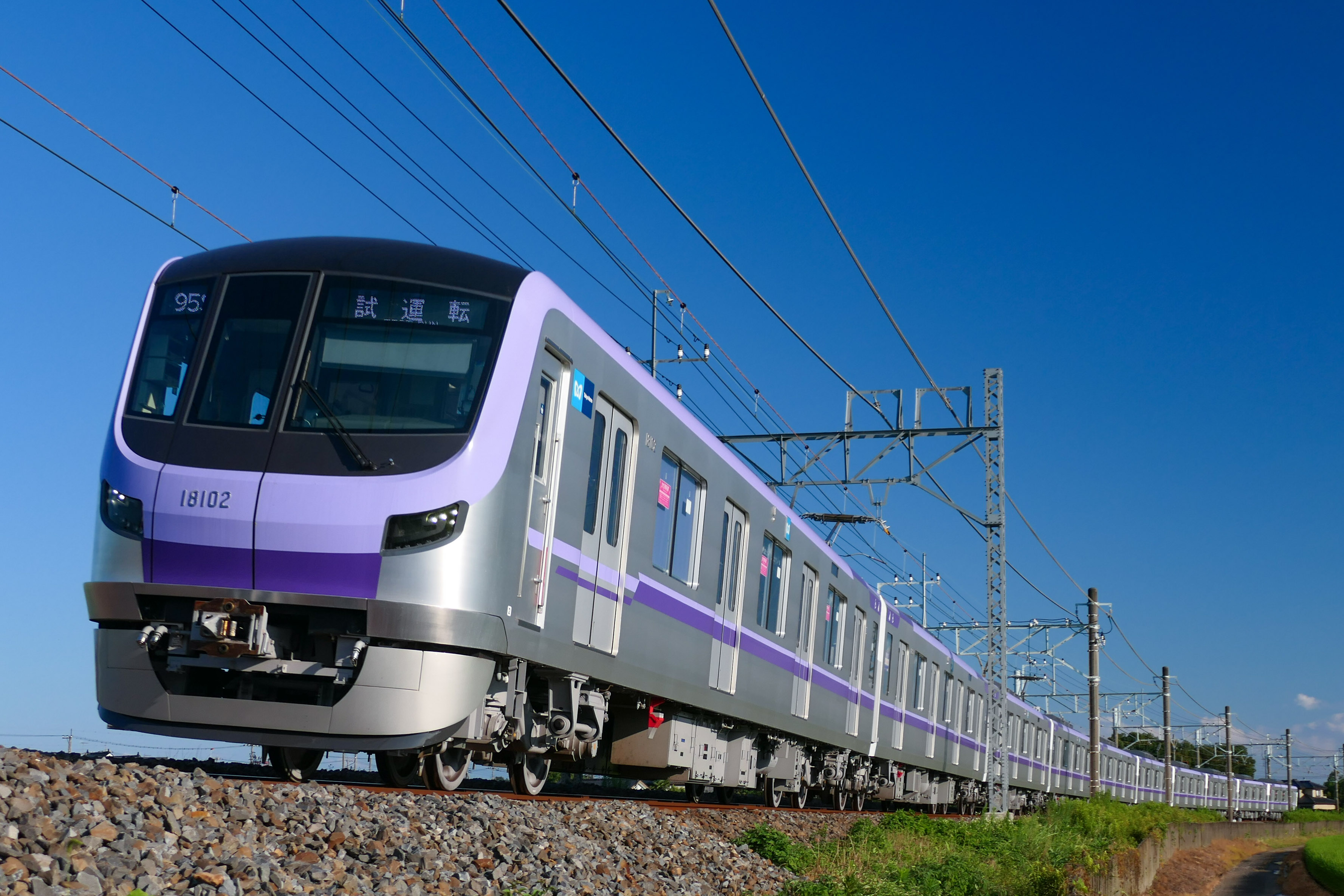
도쿄 메트로 18000계
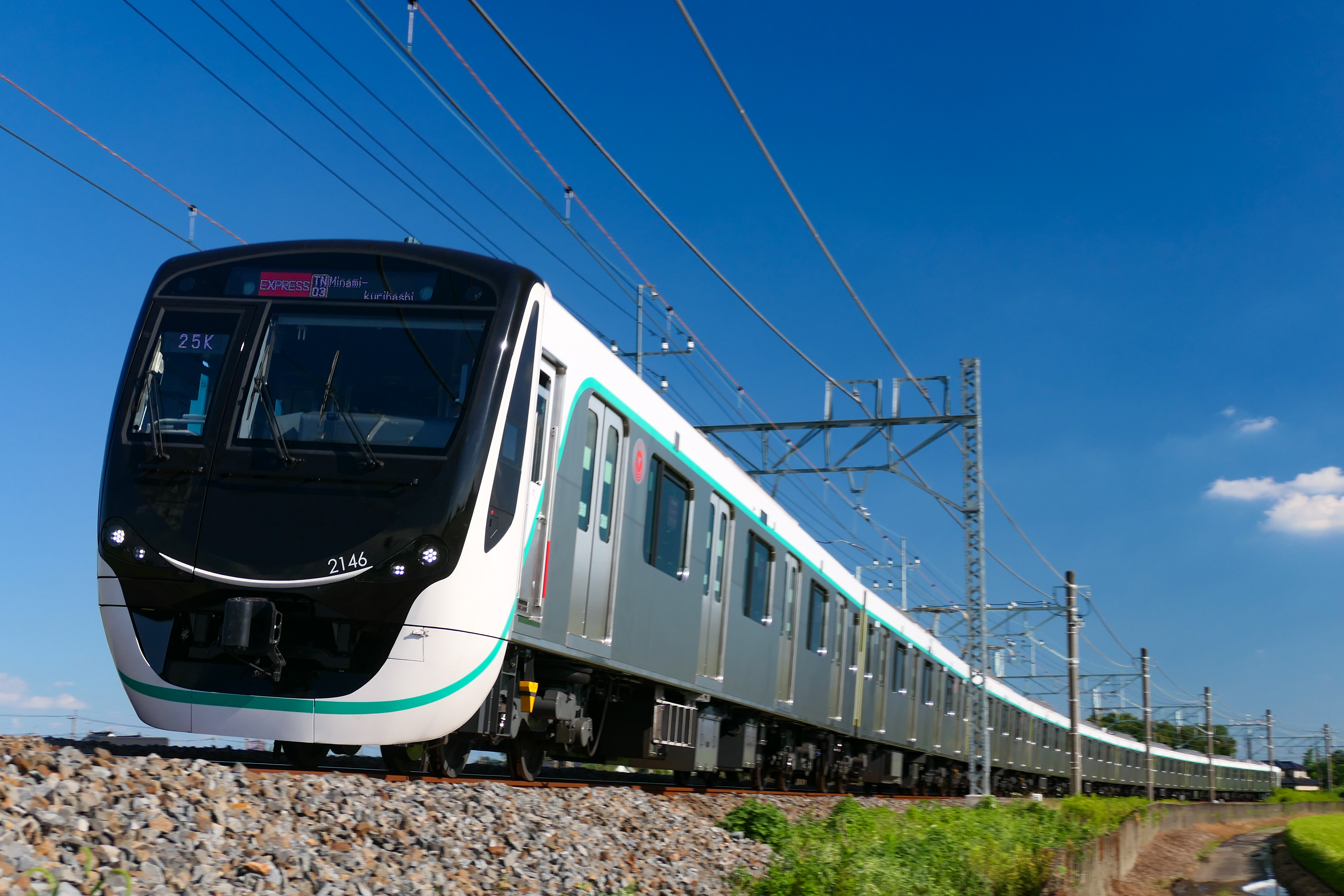
도큐 2020계
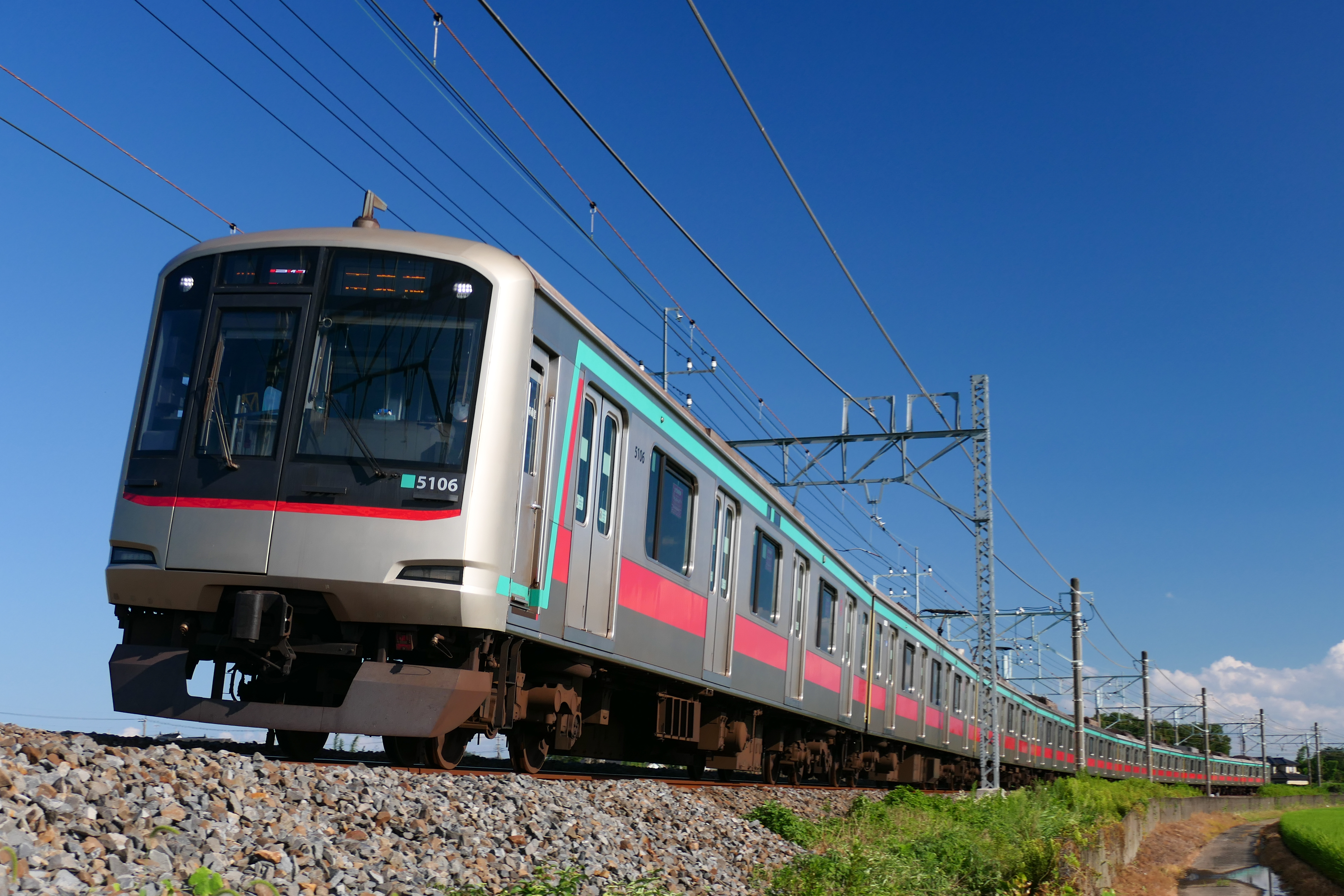
도큐 5000계
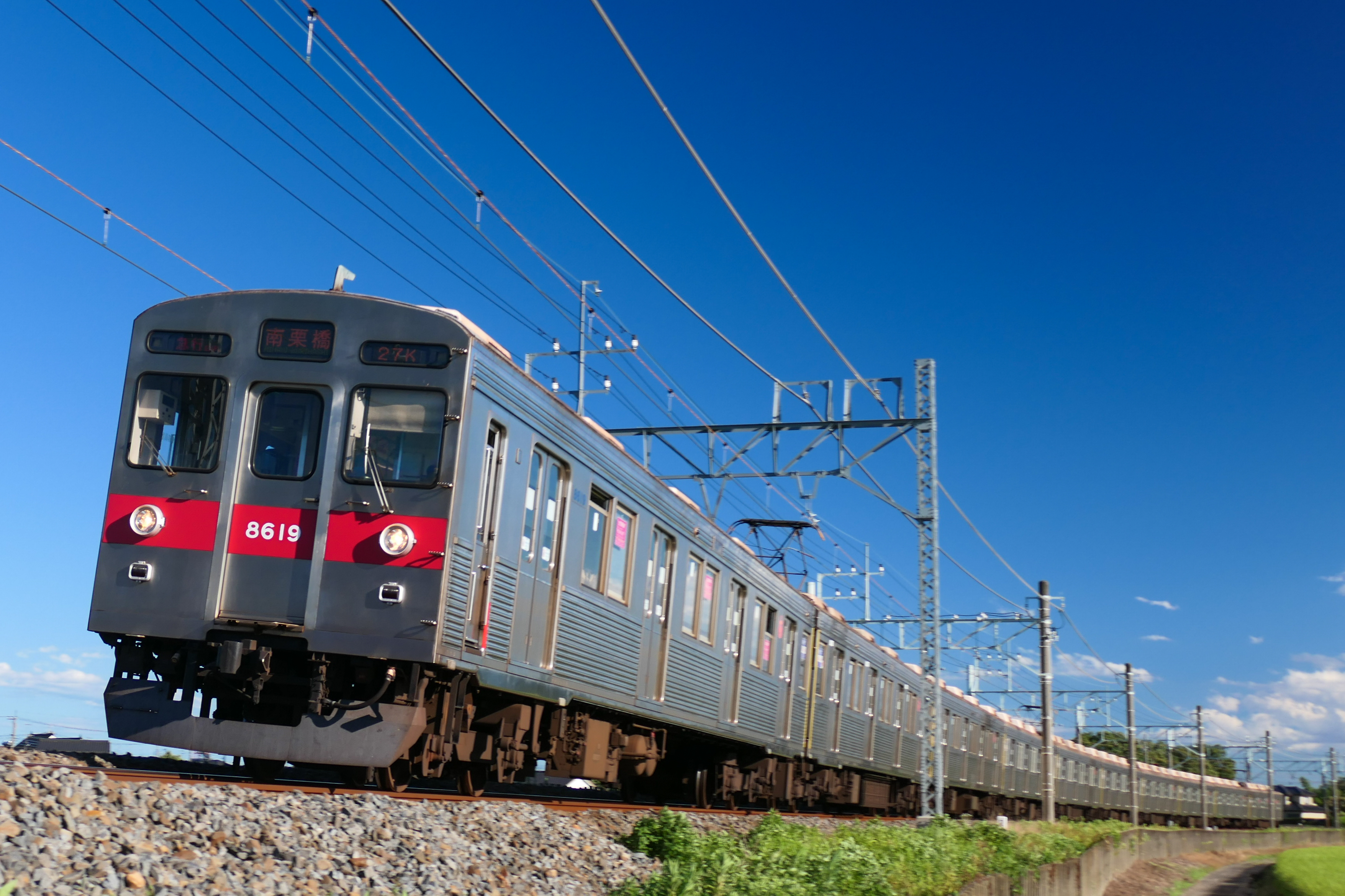
도큐 8500계
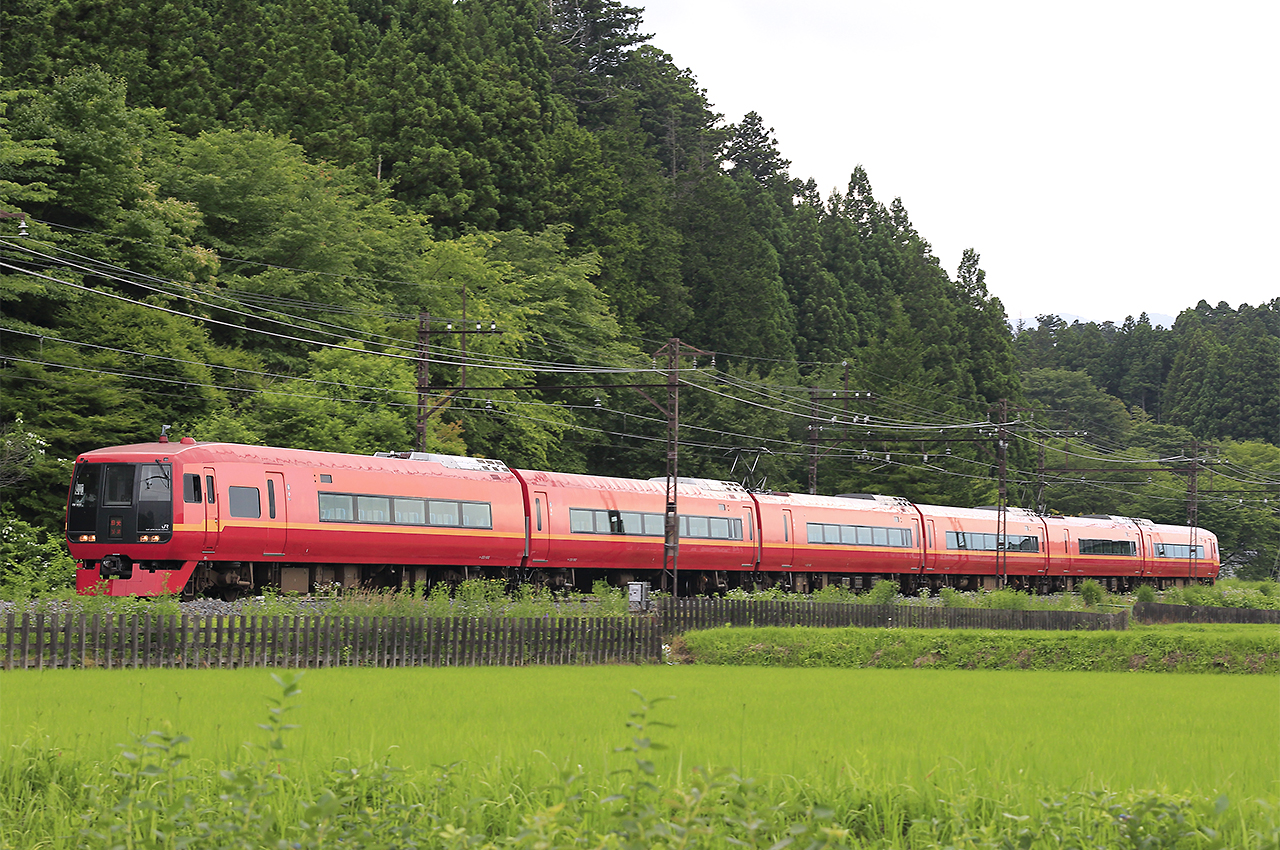
JR 동일본 253계

### 퇴역 차량
- 8000계
- 1800계(임시 열차 전용)
- 20000·20050·20070계(히비야선으로 직결 운행하는 열차)
- 30000계
- 도쿄 메트로 03계(도부 도부쓰코엔 ~ 미나미쿠리하시, 2020년 2월 28일 운행 종료)
- JR 동일본 485계(닛코·기누가와 호, 구리하시 ~ 도부 닛코, 2006년 3월 18일부터 2011년 6월 3일까지)

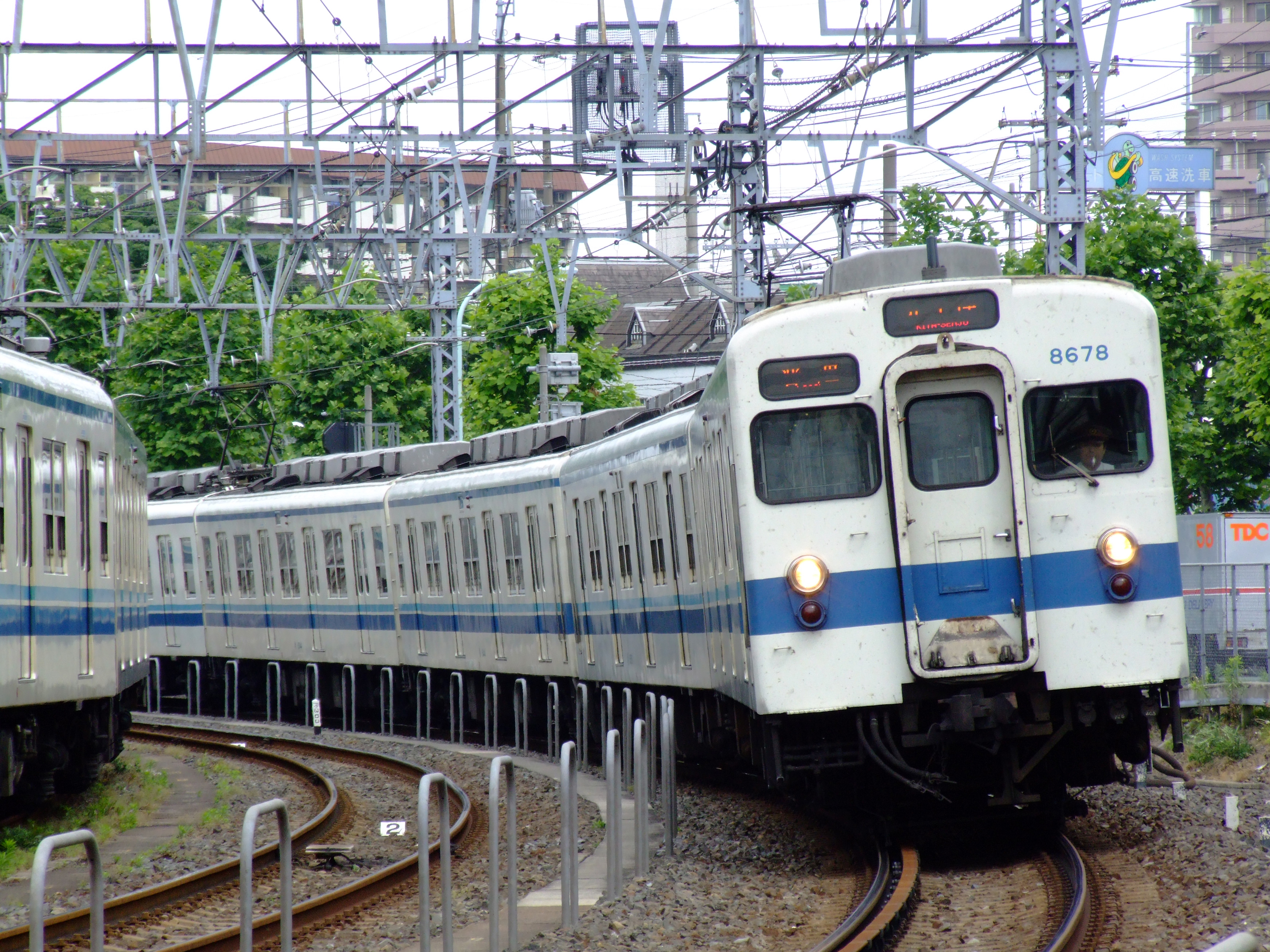
8000계
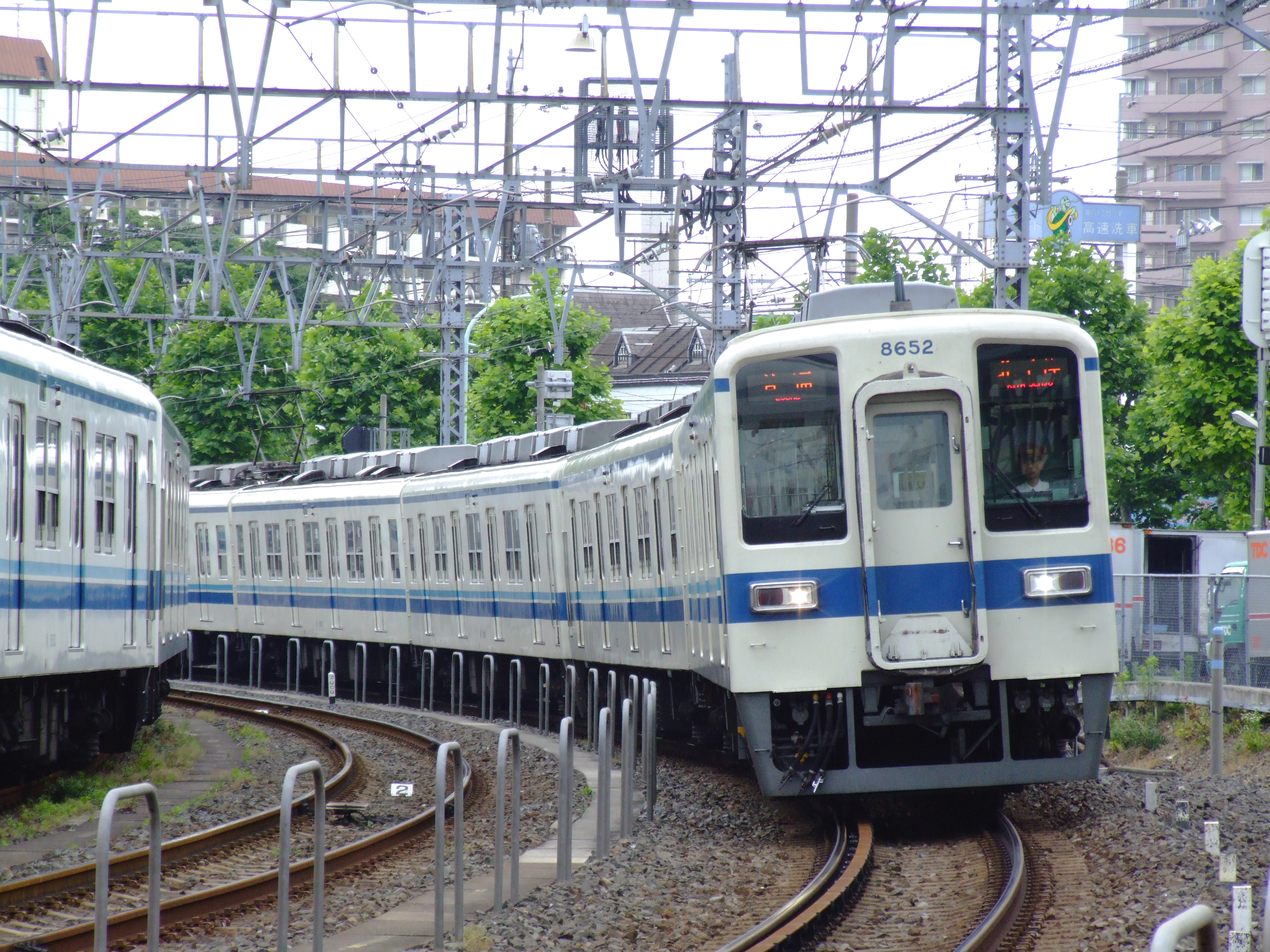
8000계
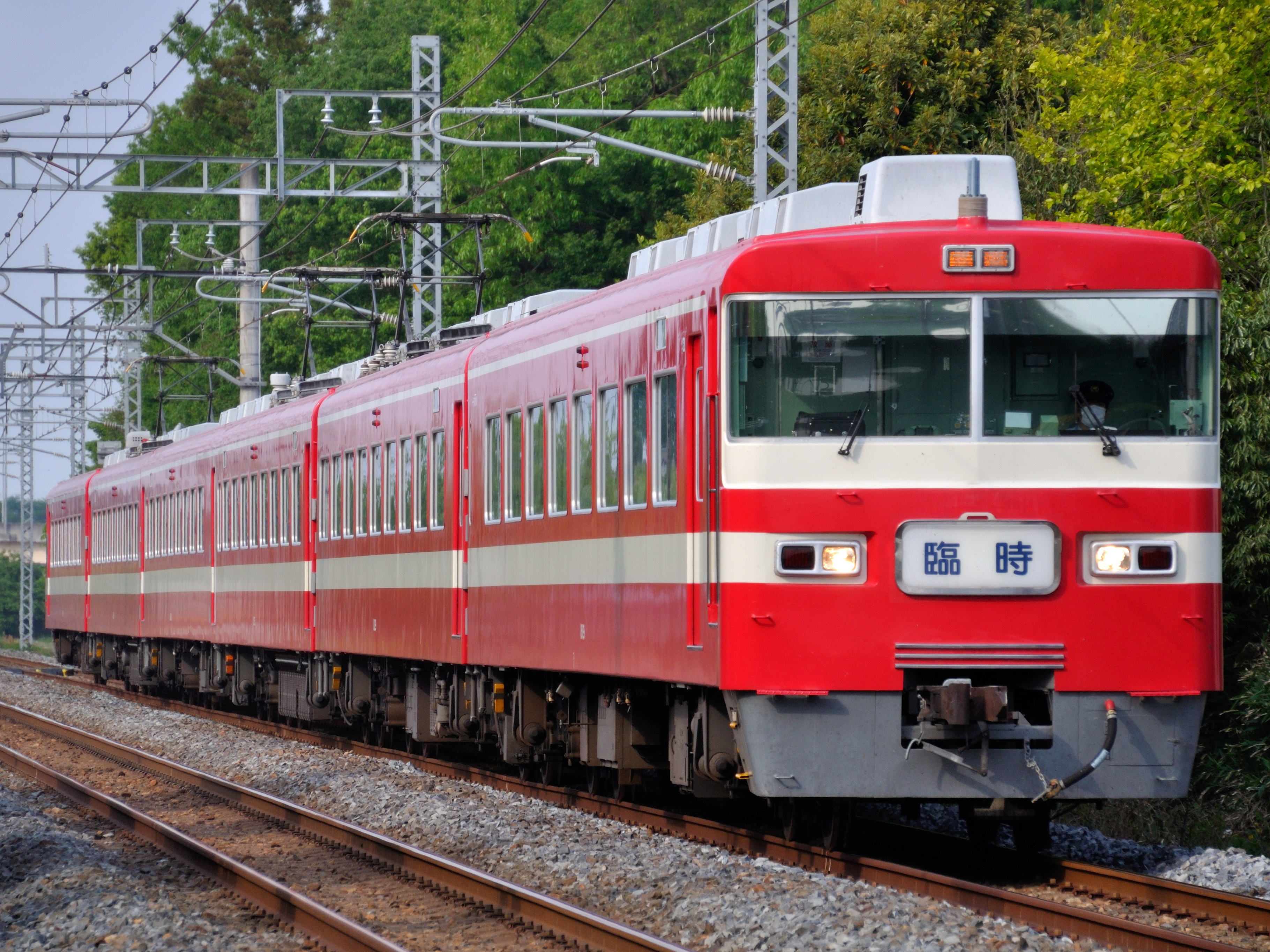
1800계
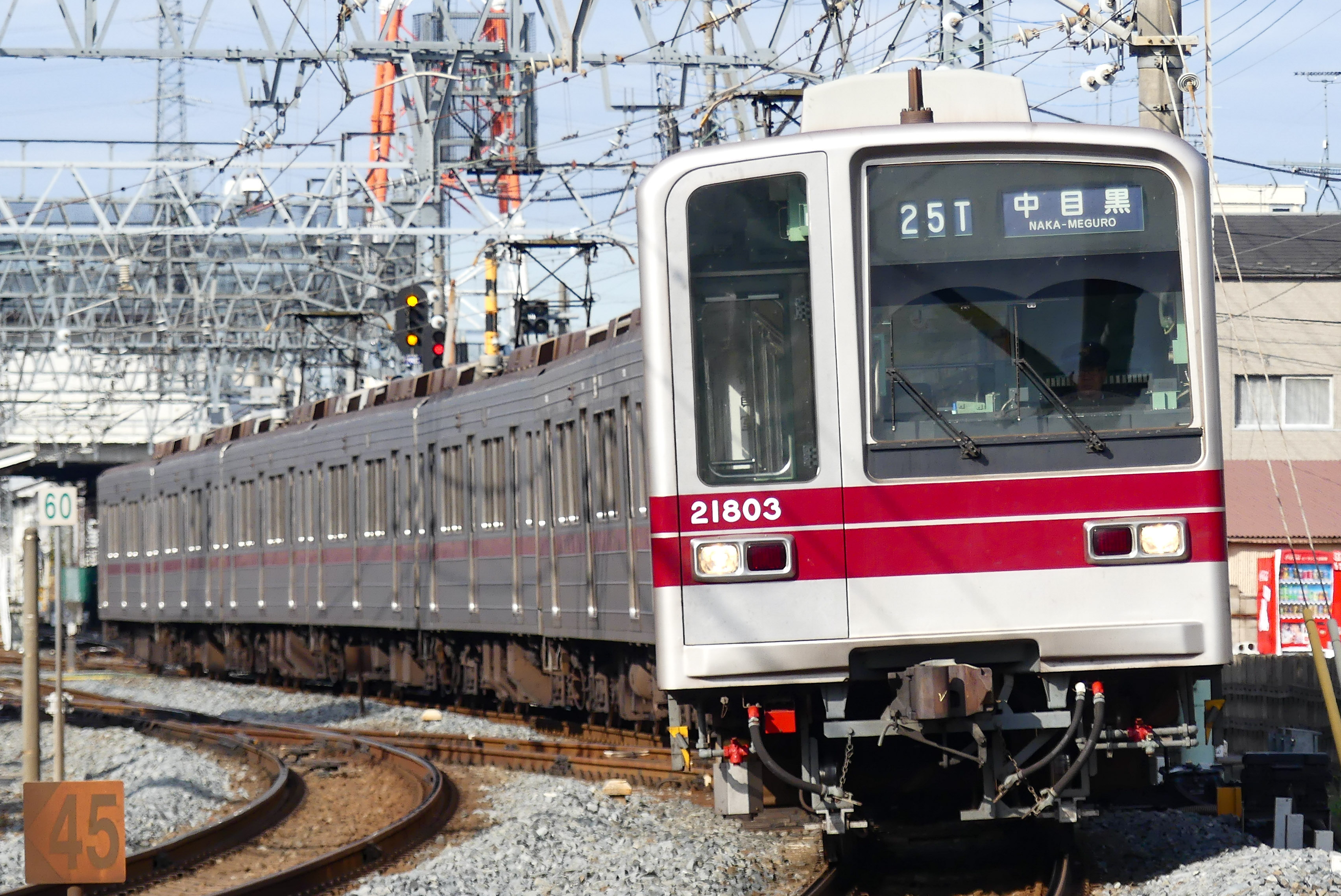
20000계
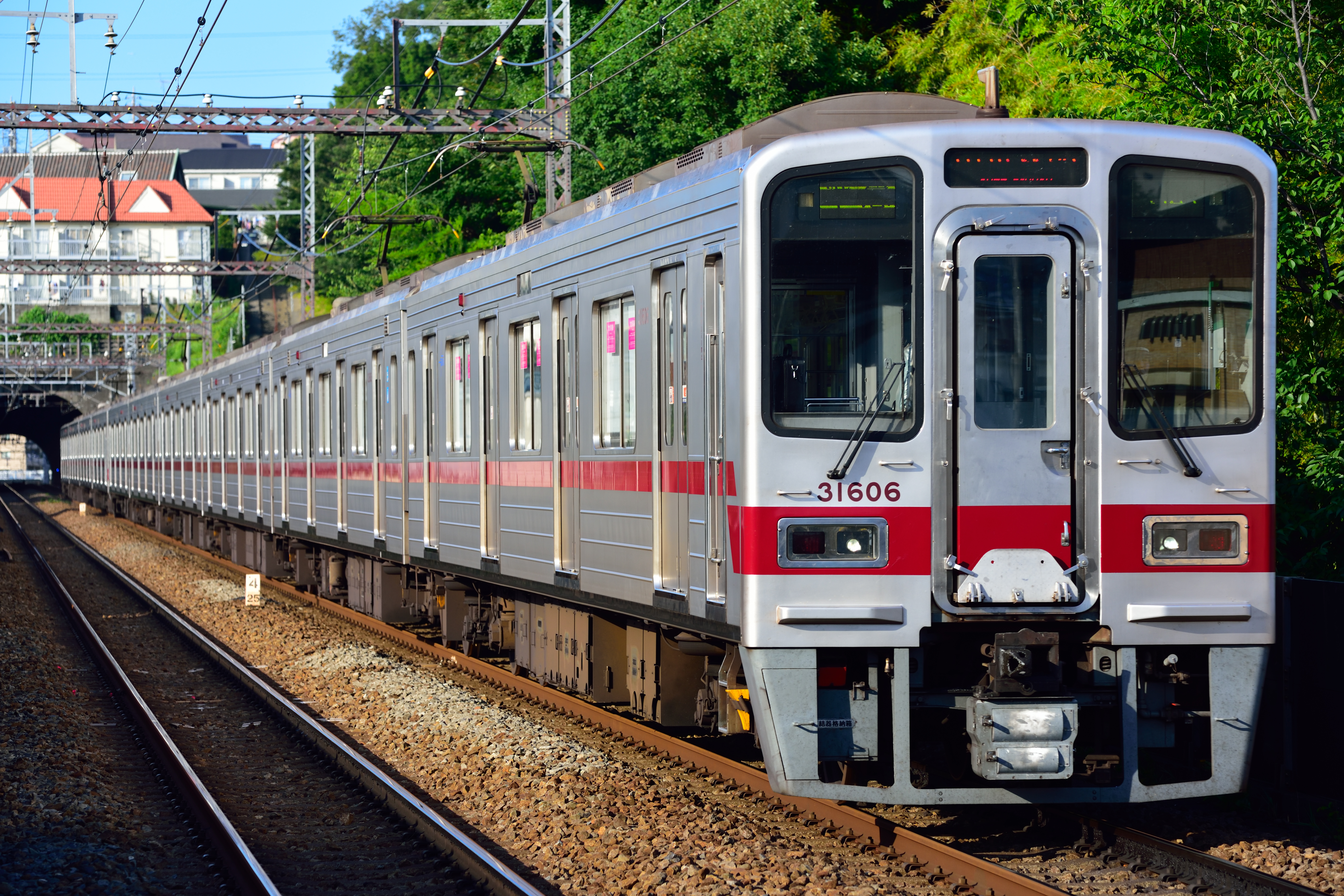
30000계(지하철에 직결 운행을 하는 열차)
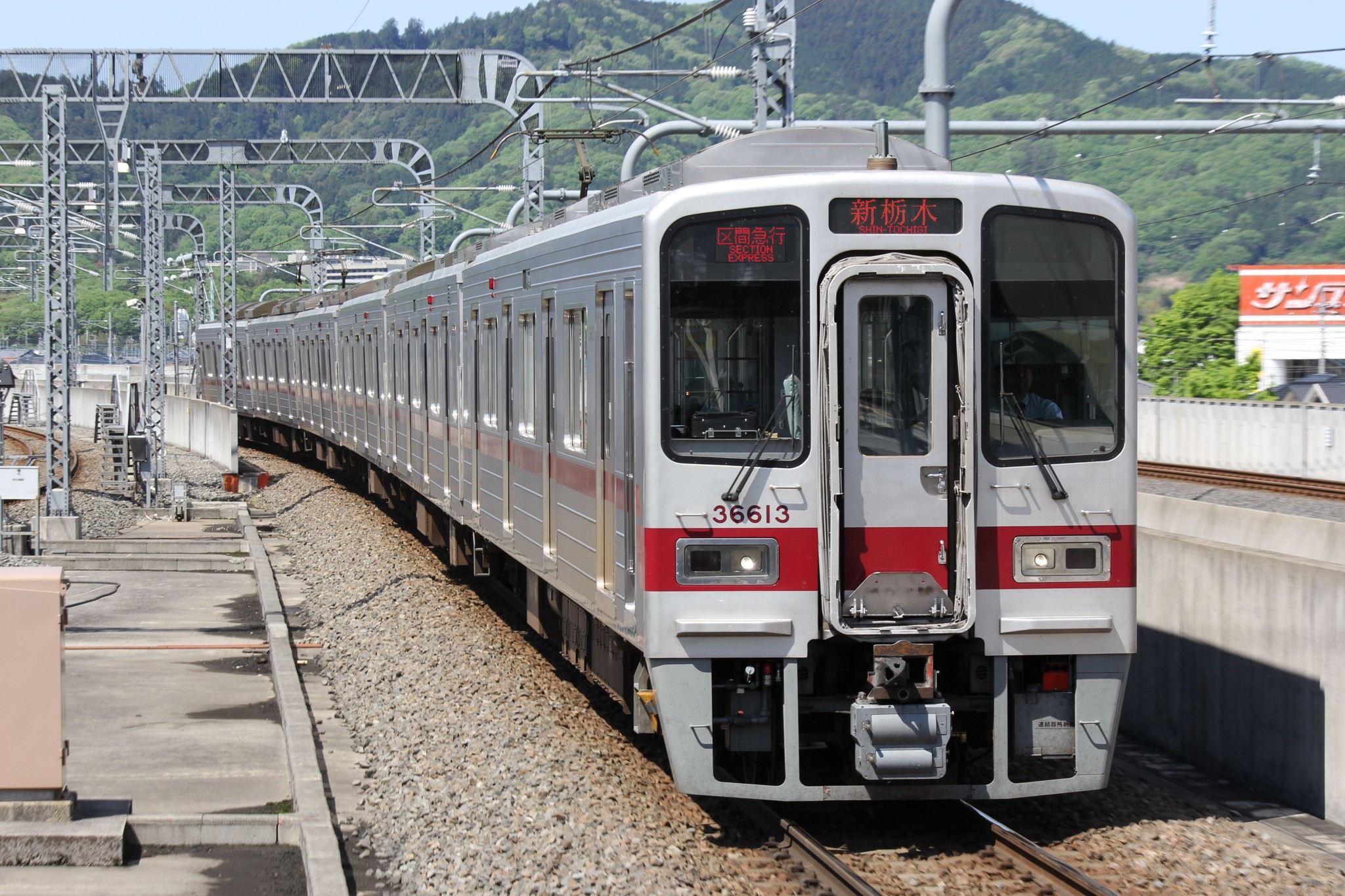
30000계(지하철에 직결 운행을 하지 않는 열차)
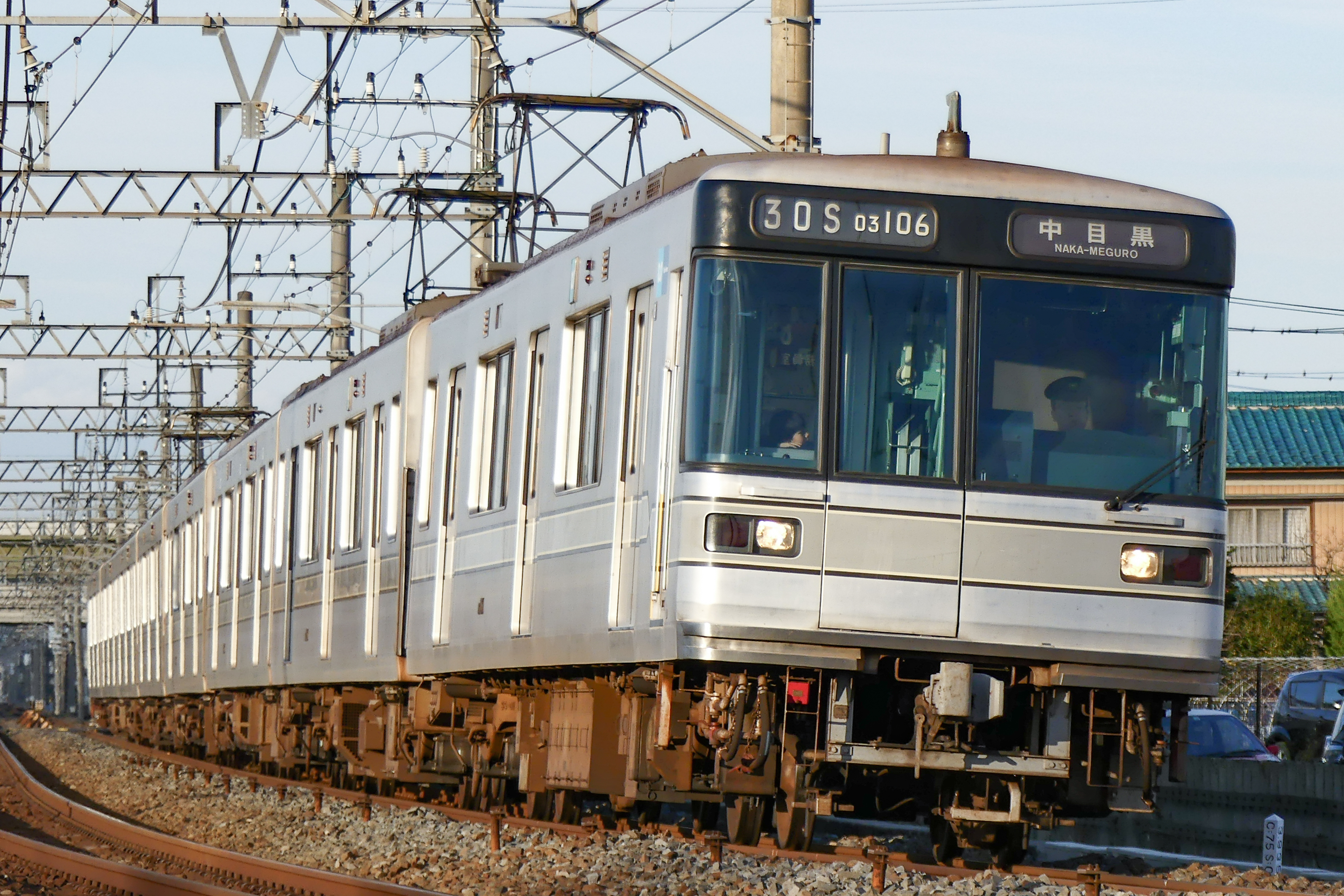
도쿄 메트로 03계
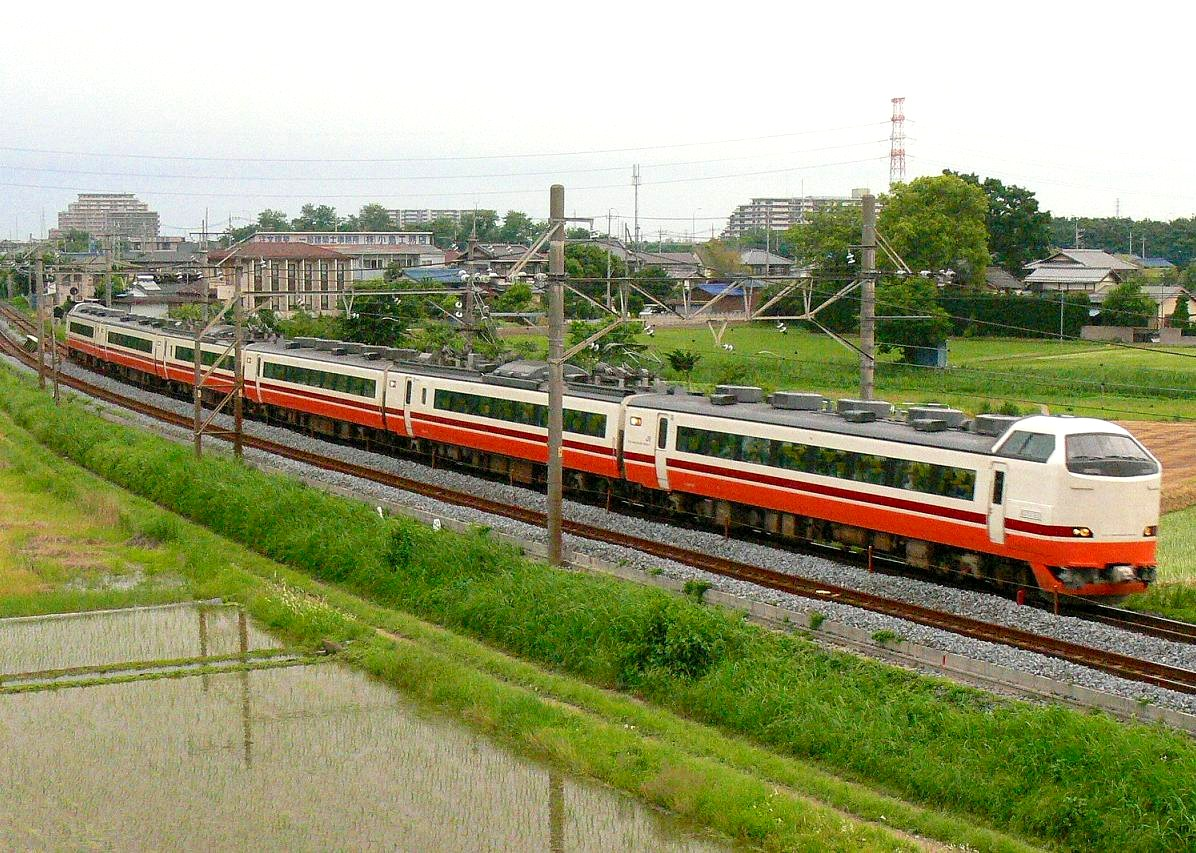
JR 동일본 485계

## 역 목록
| 역 이름              | 일본어 이름   | 거리 (km) | 접속 노선                               | 소재지                        | 소재지                                                                                        | 소재지                      |
| -------------------- | ------------- | --------- | --------------------------------------- | ----------------------------- | --------------------------------------------------------------------------------------------- | --------------------------- |
| 도부 도부쓰코엔      | 東武動物公園) | 0.0       | 이세사키 선 (아사쿠사 방면에 직결 운행) | 사이타마현                    | 미나미사이타마군                                                                              | 미야시로정                  |
| 스기토타카노다이     | 杉戸高野台    | 3.2       |                                         | 사이타마현                    | 기타카쓰시카군                                                                                | 스기토정                    |
| 삿테                 | 幸手          | 5.8       | 삿테시                                  | 삿테시                        |                                                                                               |                             |
| 미나미쿠리하시       | 南栗橋        | 10.4      | 구키시                                  | 구키시                        |                                                                                               |                             |
| 구리하시             | 栗橋          | 13.9      | 구키시                                  | 구키시                        | JR 우쓰노미야 선(도호쿠 본선) (스페이시아 호, 닛코 호, 기누가와 호만 신주쿠 방면에 직결 운행) |                             |
| 신코가               | 新古河        | 20.6      |                                         | 기타사이타마 군               | 기타카와베 정                                                                                 |                             |
| 야규                 | 柳生          | 23.6      |                                         | 기타사이타마 군               | 기타카와베 정                                                                                 |                             |
| 이타쿠라토요다이마에 | 板倉東洋大前  | 25.6      | 군마현 오라군 이타쿠라정                | 군마현 오라군 이타쿠라정      | 군마현 오라군 이타쿠라정                                                                      |                             |
| 후지오카             | 藤岡駅        | 29.5      | 도치기현                                | 시모쓰가군                    | 후지오카 정                                                                                   |                             |
| 시즈와               | 静和          | 37.3      | 도치기현                                | 시모쓰가군                    | 이와후네 정                                                                                   |                             |
| 신오히라시타         | 新大平下      | 40.1      | 도치기현                                | 시모쓰가군                    | 오히라 정                                                                                     |                             |
| 도치기               | 栃木          | 44.9      | 도치기현                                | 료모 선                       | 도치기시                                                                                      | 도치기시                    |
| 신토치기             | 新栃木        | 47.9      | 도치기현                                | 우쓰노미야 선(일부 직결 운행) | 도치기시                                                                                      | 도치기시                    |
| 갓센바               | 合戦場        | 50.0      | 도치기현                                |                               | 시모쓰가 군                                                                                   | 쓰가 정                     |
| 이에나카             | 家中          | 52.4      | 도치기현                                |                               | 시모쓰가 군                                                                                   | 쓰가 정                     |
| 도부 가나사키        | 東武金崎      | 56.6      | 도치기현                                | 가미쓰가 군                   | 니시카타 정                                                                                   |                             |
| 니레기               | 楡木          | 61.2      | 도치기현                                | 가누마시                      | 가누마시                                                                                      |                             |
| 모미야마             | 樅山          | 64.2      | 도치기현                                | 가누마시                      | 가누마시                                                                                      |                             |
| 신카누마             | 新鹿沼        | 66.8      | 도치기현                                | 가누마시                      | 가누마시                                                                                      |                             |
| 기타카누마           | 北鹿沼        | 69.8      | 도치기현                                | 가누마시                      | 가누마시                                                                                      |                             |
| 이타가               | 板荷          | 74.9      | 도치기현                                | 가누마시                      | 가누마시                                                                                      |                             |
| 시모고시로           | 下小代        | 78.5      | 도치기현                                | 닛코시                        | 닛코시                                                                                        |                             |
| 묘진                 | 明神          | 81.3      | 도치기현                                | 닛코시                        | 닛코시                                                                                        |                             |
| 시모이마이치         | 下今市        | 87.4      | 도치기현                                | 닛코시                        | 닛코시                                                                                        | 기누가와 선(일부 직결 운행) |
| 가미이마이치         | 上今市        | 88.4      | 도치기현                                | 닛코시                        | 닛코시                                                                                        |                             |
| 도부 닛코            | 東武日光      | 94.5      | 도치기현                                | 닛코시                        | 닛코시                                                                                        |                             |